# The Witness (film, 2016)
Pour plus de détails, voir Fiche technique et Distribution.
The Witness est un film documentaire américain du réalisateur James D. Solomon, sorti aux États-Unis le 3 juin 2016.

## Résumé
Le nom de Kitty Genovese, assassinée à New York il y a 50 ans, est devenu un symbole. La jeune femme a été poignardée dans la rue, devant 38 témoins qui n'ont rien fait. Cette apathie a depuis été formalisée sous l'appellation d'effet du témoin. De nos jours, le frère de Kitty Genovese décide de mener l'enquête afin de découvrir la vérité.